# Tajik League 2004
De Tajik League 2004 is het dertiende seizoen van het voetbalkampioenschap van Tadzjikistan (Ligai olii Toçikiston). Deze competitie startte in 1992 nadat Tadzjikistan onafhankelijk werd na het uiteenvallen van de Sovjet-Unie.
Het hoogste niveau bestaat uit tien voetbalclubs en er wordt gevoetbald van het voorjaar tot en met het najaar. Titelhouder van vorige seizoen is Regar-TadAZ Toersoenzoda.

## Stand
| Pos | Team                       | Wed | W  | G | V  | Ptn | DV  | DT  | +/−  |
| --- | -------------------------- | --- | -- | - | -- | --- | --- | --- | ---- |
| 1   | Regar-TadAZ (C)            | 36  | 26 | 8 | 2  | 86  | 111 | 32  | +79  |
| 2   | Vakhsh Qurghonteppa        | 36  | 26 | 7 | 3  | 85  | 89  | 24  | +65  |
| 3   | Aviator Bobojon Ghafurov   | 36  | 22 | 5 | 9  | 71  | 87  | 33  | +54  |
| 4   | Khujand                    | 36  | 17 | 9 | 10 | 60  | 56  | 36  | +20  |
| 5   | BDA Dushanbe               | 36  | 15 | 7 | 14 | 52  | 65  | 56  | +9   |
| 6   | Uroteppa                   | 36  | 11 | 8 | 17 | 41  | 52  | 65  | −13  |
| 7   | CSKA Pamir Dushanbe        | 36  | 11 | 4 | 21 | 37  | 55  | 76  | −21  |
| 8   | Danghara                   | 36  | 10 | 7 | 19 | 37  | 47  | 67  | −20  |
| 9   | Ansol Kulob                | 36  | 10 | 6 | 20 | 36  | 55  | 70  | −15  |
| 10  | Safarbek Karimov Gozimalik | 36  | 0  | 1 | 35 | 1   | 15  | 179 | −164 |

## Topscores
| Rank | Spelers           | Club                | Doelpunten |
| ---- | ----------------- | ------------------- | ---------- |
| 1    | Sukhrob Khamidov  | Regar-TadAZ         | 33         |
| 2    | Nazir Rizomov     | Vakhsh Qurghonteppa | 32         |
| 3    | Shuhrat Shamsiyev | Uroteppa            | 23         |

1992 · 1993 · 1994 · 1995 · 1996 · 1997 · 1998 · 1999 · 2000 · 2001 · 2002 · 2003 · 2004 · 2005 · 2006 · 2007 · 2008 · 2009 · 2010 · 2011 · 2012 · 2013 · 2014 · 2015 · 2016 · 2017 · 2018 · 2019 · 2020 · 2021 · 2022 · 2023 · 2024 · 2025
Chatlon · 
Choedzjand ·
CSKA Pomir · 
Doesjanbe-83 · 
Fajzdjand · 
Istaravshan · 
Istiklol · 
Koektosj Rudaki · 
Lokomotiv Pomir · 
Regar-TadAZ